# Kalinina (rejon dzierżyński)
Kalinina (biał. Калініна; ros. Калинино, Kalinino) – wieś na Białorusi, w obwodzie mińskim, w rejonie dzierżyńskim, w sielsowiecie Dobryniewo.